# Matteo Fabbro

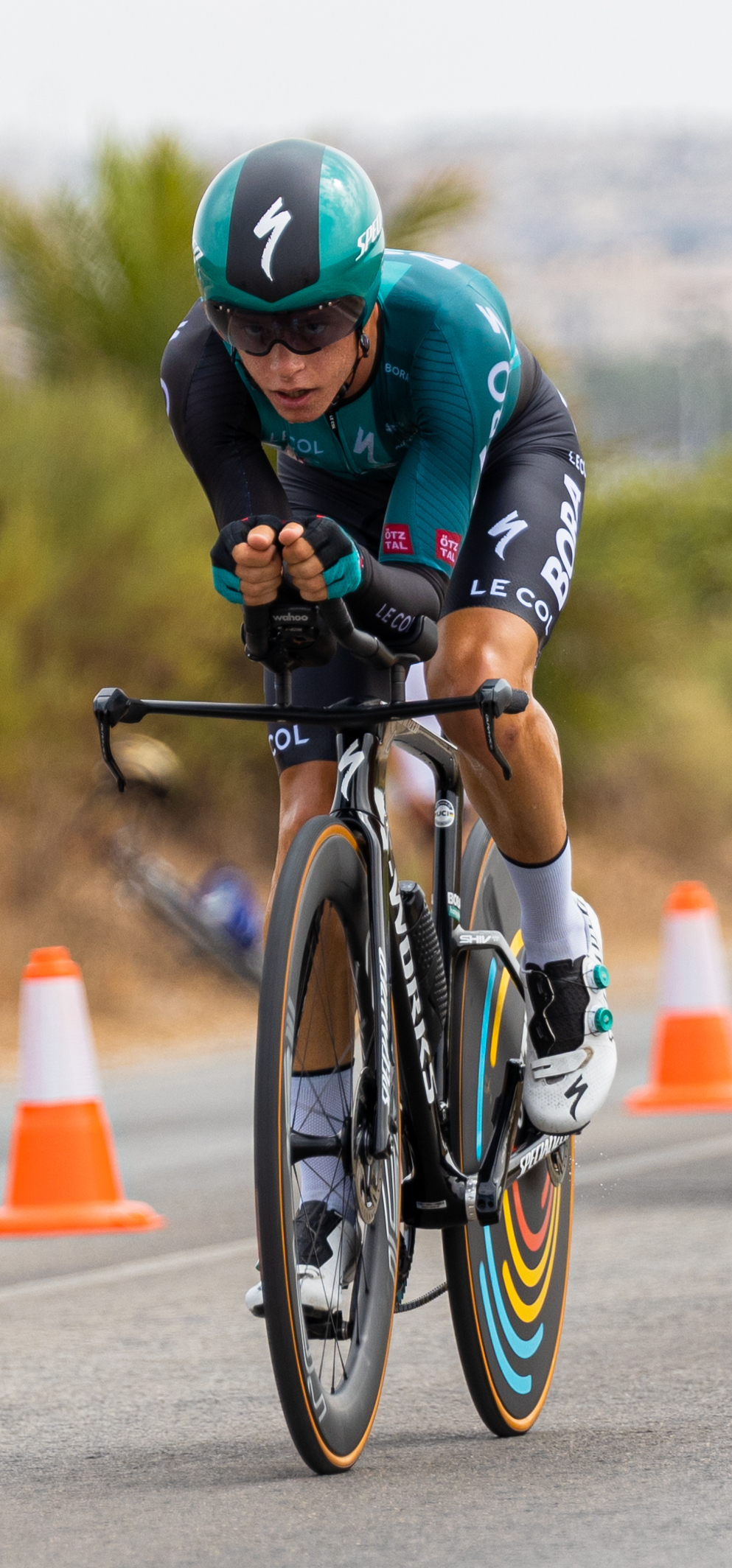
Matteo Fabbro (2022)

Matteo Fabbro (* 10. April 1995 in Udine) ist ein italienischer Radrennfahrer. Er gilt als starker Bergfahrer.

## Karriere
Fabbro gewann 2017 mit dem Prolog des U23-Rennens Giro della Valle d’Aosta seinen ersten internationalen Wettbewerb.
In den Jahren 2018 und 2019 fuhr er für das UCI WorldTeam Katusha Alpecin und belegte in der Gesamtwertung des UCI-WorldTour-Rennens Türkei-Rundfahrt den achten Platz.
Nach Auflösung der Katusha-Mannschaft wechselte Fabbro zur Saison 2020 zu Bora-hansgrohe. Nach einer letztlich erfolglosen Soloflucht wurde er Dritter der 7. Etappe von Tirreno–Adriatico.
Seit dem Jahr 2024 fährt er für das italienische UCI ProTeam Polti Kometa.

## Erfolge
2013
- Bergwertung Giro di Basilicata

2017
- Prolog Giro della Valle d’Aosta

## Grand Tour-Platzierungen
| Grand Tour            | 2019 | 2020 | 2021 | 2022 | 2023 | 2024 |
| --------------------- | ---- | ---- | ---- | ---- | ---- | ---- |
| Giro d’ItaliaGiro     | –    | 23   | 32   | –    | –    | 94   |
| Tour de FranceTour    | –    | –    | –    | –    | –    |      |
| Vuelta a EspañaVuelta | 54   | –    | –    | 54   | –    |      |